# Fortifikationsbauten Königsberg

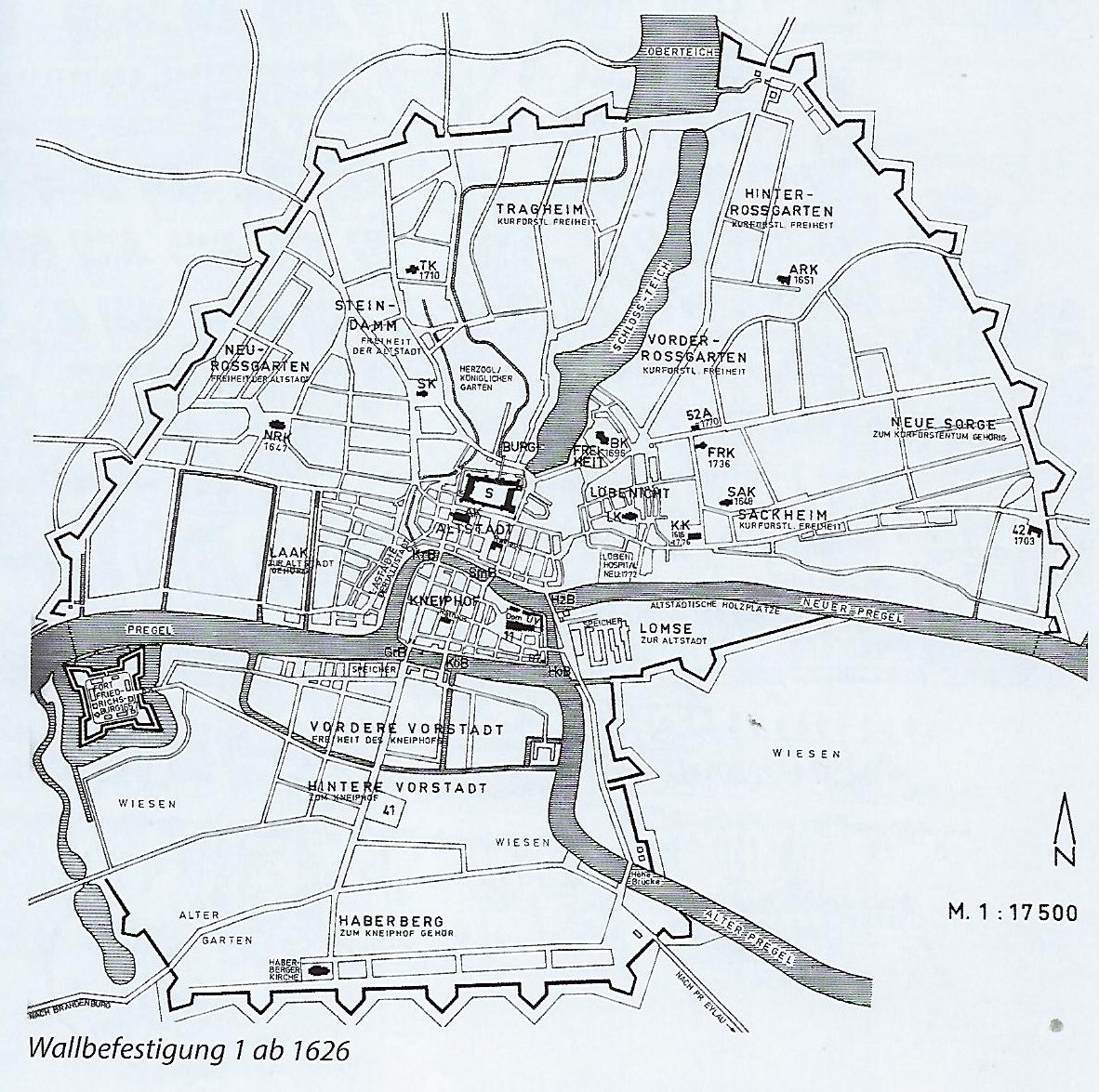
Wallbefestigung und Städte Königsbergs (1626)

Die Fortifikationsbauten Königsberg befestigten die östlichste deutsche Großstadt, belegt von der Garnison Königsberg in Preußen.

## Frühgeschichte
Twangste war der Name einer prussischen Fliehburg an der Stelle des späteren Königsbergs i. Pr.

## Mittelalter

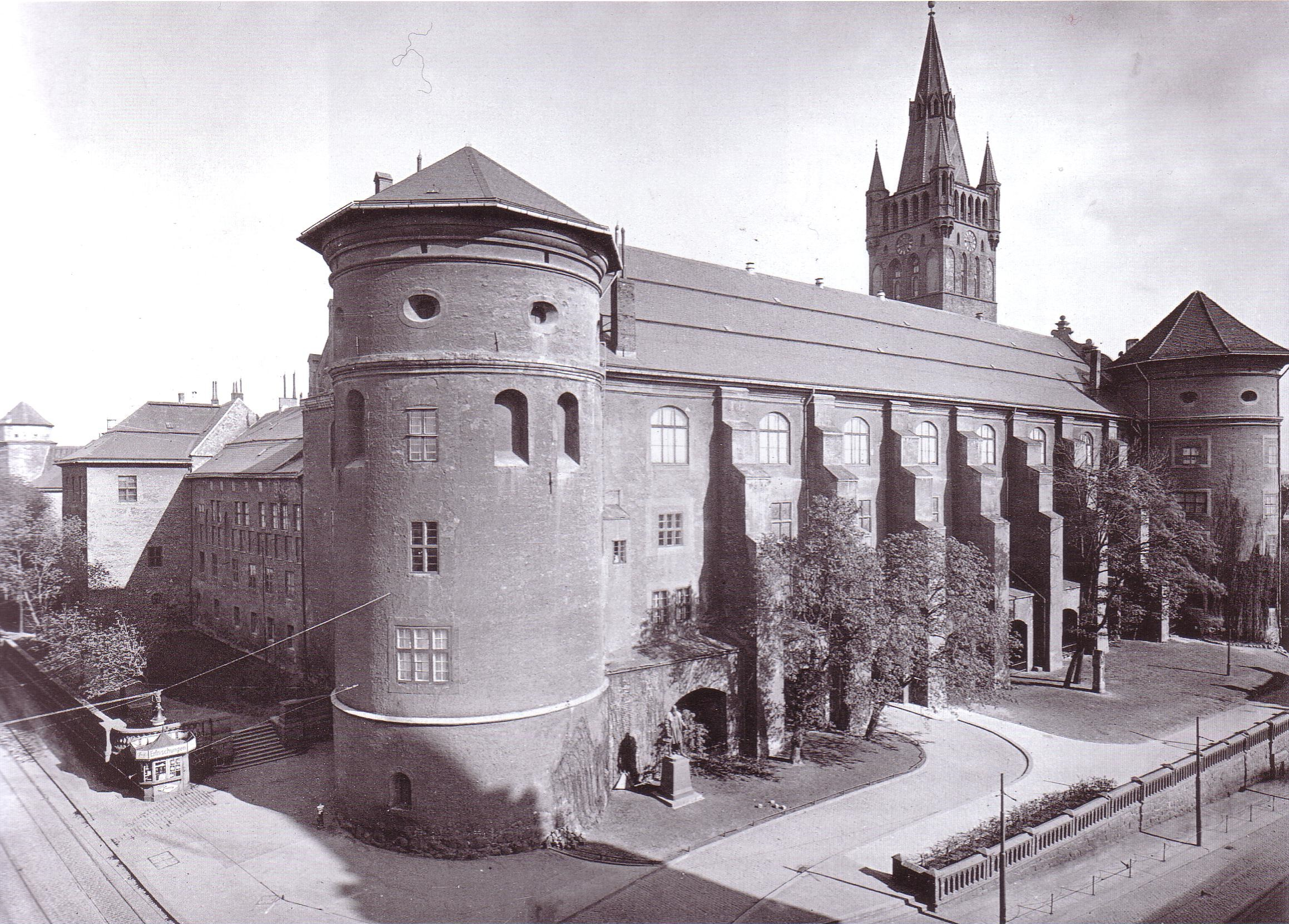
Westflügel des Königsberger Schlosses (1910)

Nach der Landeseroberung durch König Ottokar von Böhmen baute der Deutsche Orden an dieser Stelle 1256 das Castrum de Coningsberg (Königsberg), das keine zehn Jahre später in den Prussenaufständen zerstört wurde (Manthey: Königsberg, 2005).
- 1260 Bau des Königsberger Schlosses

Die ersten mittelalterlichen Mauerringe wurden vom Ordensmarschall Henning Schindekopf zwischen 1355 und 1370 erbaut und umzogen jede der drei Städte einzeln:
- Altstadt: Vom Danzker des Schlosses westwärts über den Diebsturm (1800 abgerissen) und Gelben Turm zum Steindammschen Tor, südlich zum Altstädtischen Pulverturm (1880 abgerissen), Laakentor, viereckigen Neuen Turm (1888 abgerissen), Lastadientor, Piepenturm; östlich folgten Koggenturm, Badertor, Schmiedetor, Holztor und Krummes Grubentor.
- Löbenicht: Zum Pregel eine turmlose Mauer mit Kohltor und Krönchentor im Norden, Narrentor im Westen und Mühlentor im Südwesten. Nordwestlich vom Krönchentor Mauer mit Kreuztor, Pulverturm[1] am Schloßteich an der Stelle der drei Steineichen in der Weißgerberstraße.
- Kneiphof: Im Norden turmlose Mauer mit Krämertor, zwei Kaitoren und Schmiedetor; östlich Mauer mit Honigtor; südlich mit Blauem Turm, zwei Hausdurchgängen, Gefängnistor, Kötteltor, Grünem Tor und rundem Eckturm; westlich Mauer mit zwei Hausdurchgängen. Im Reiterkrieg 1520 erhielt die Vorstadt den Zuggraben mit Wall, Palisaden und Zugtor.[2]

## 17. Jahrhundert

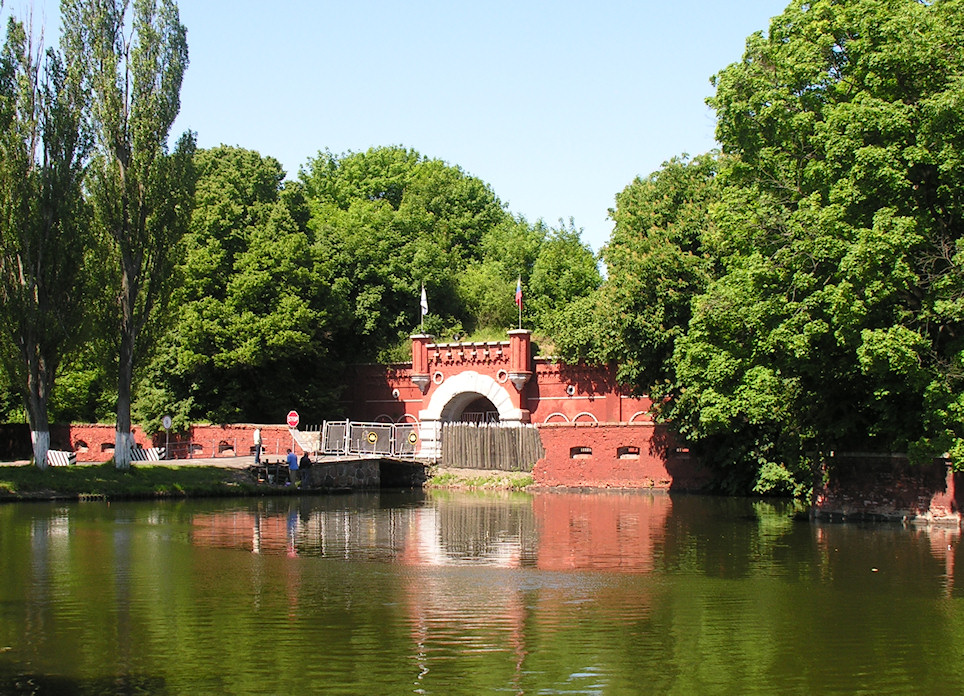
Eingang zur Festung Pillau

Der barocke Befestigungsgürtel wurde von 1626 bis 1634 erbaut, als Gustav Adolf in Pillau gelandet war und die Stadt bedrohte. Der Gürtel umgab Königsberg mit allen Freiheiten in weitem Umkreis von zwei Meilen, mit 32 Rondells und Ravelins, zwei Toren südlich und sieben Toren nördlich vom Pregel. Mit Ausnahme des Gumbinnischen Tores behielten die Tore ihre Namen bis zum Ende Königsbergs. Die nur auf Zweckmäßigkeit bedachten Durchgänge wie das Steindammer Tor lagen näher bei der Stadt als der Holländerbaum und das Brandenburger Tor. Der Nasse Garten wurde vom Alten Garten abgetrennt, die Lomse befestigt.
Die Erbauer der Wälle waren der Mathematiker Johann Strauß, Oberst Abraham Graf von Dohna und der Landmesser Konrad Burck.
Dieser Befestigungsgürtel wurde 1657 durch die Festung Groß Friedrichsburg ergänzt, die der Hofmathematiker Christian Otter an der Stelle des ersten Lizenthauses, dann eines kurfürstlichen Landeshauses an der Südseite des Pregels erbaute.
Die Festung Pillau, die Seefestung von Königsberg, wurde 1625 von den Schweden begonnen und vom Großen Kurfürsten und von Friedrich Wilhelm I. fortgeführt. Damit sollte ein Angriff von See her vereitelt werden.

## 19. Jahrhundert

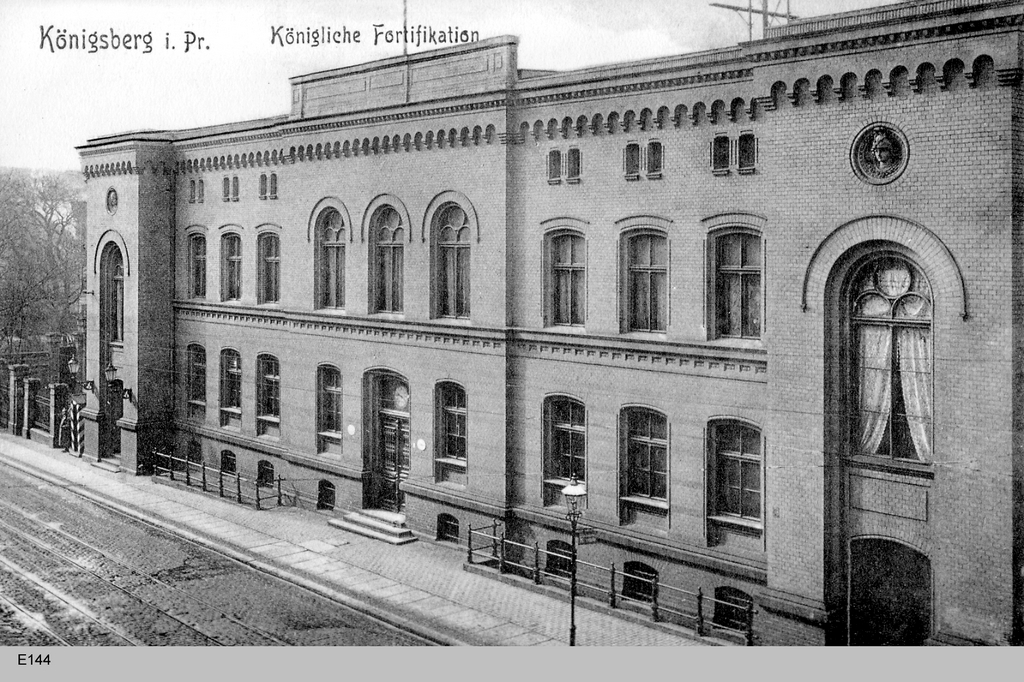
Die Königliche Fortifikation in Königsberg (1908)

Aufgrund der geänderten politischen Situation gegenüber Russland wurde mit Allerhöchster Kabinettsorder (A.K.O.) vom 9. Dezember 1841 eine Kommission, bestehend aus den Generälen von Grolmann, von Krauseneck und Aster, zur Abklärung von Festungsfragen betreffend Ostpreußen eingesetzt. Bereits am 23. Februar 1842 erstattete sie Bericht über ihre Ergebnisse und Aster, in seiner Funktion als Inspekteur aller preußischen Festungen, fügte generelle Entwürfe über die zu erstellenden Befestigungen bei. Mit A.K.O. vom 3. März 1842 wurde für Königsberg die Errichtung einer geschlossenen Enceinte gebilligt. Der eigentliche Generalplan stammt vom damaligen Inspekteur der 1. Ingenieurinspektion Leopold von Brese-Winiary, der auch in den nächsten Jahren den größten Einfluss auf die Ausführung der Projekte ausübte. Der Bau wurde 1843 auf Herzogsacker begonnen und 1859 fertiggestellt. Er umschloss die Stadt in einer Länge von 11 km. Festungsbaudirektoren waren die Majore von Dechen, seit 1848 Block und seit 1849 von Engelbrecht.
Der eigentliche Hauptwall wurde von acht Toren durchbrochen. Diese waren künstlerisch aufwendig von Friedrich August Stüler und Wilhelm Stürmer mit Backstein und gelbem Sandstein im Tudorstil gestaltet worden. Die festen Gewölbe der Kasematten erhielten eine starke Erdpanzerung. Zahlreiche Bastionen, ein Erdwerk E im Norden und die Defensionskaserne auf Herzogsacker schützten die Stadt. Das Fort Friedrichsburg erhielt Mauern, Tor und vier Ecktürme. Am Oberteich drohten zwei Kanonenstände und die beiden mächtigen Rundtürme Wrangel und Dohna.
- Königstor
- Brandenburger Tor
- Friedländer Tor
- Roßgärter Tor
- Festung Groß Friedrichsburg
- Sackheimer Tor
- Steindammer Tor
- Tragheimer Tor
- Bastion Grolman
- Bastion Sternwarte
- Ausfalltor
- Wrangelturm
- Dohnaturm
- Defensionskaserne Kronprinz

### Die Forts um Königsberg

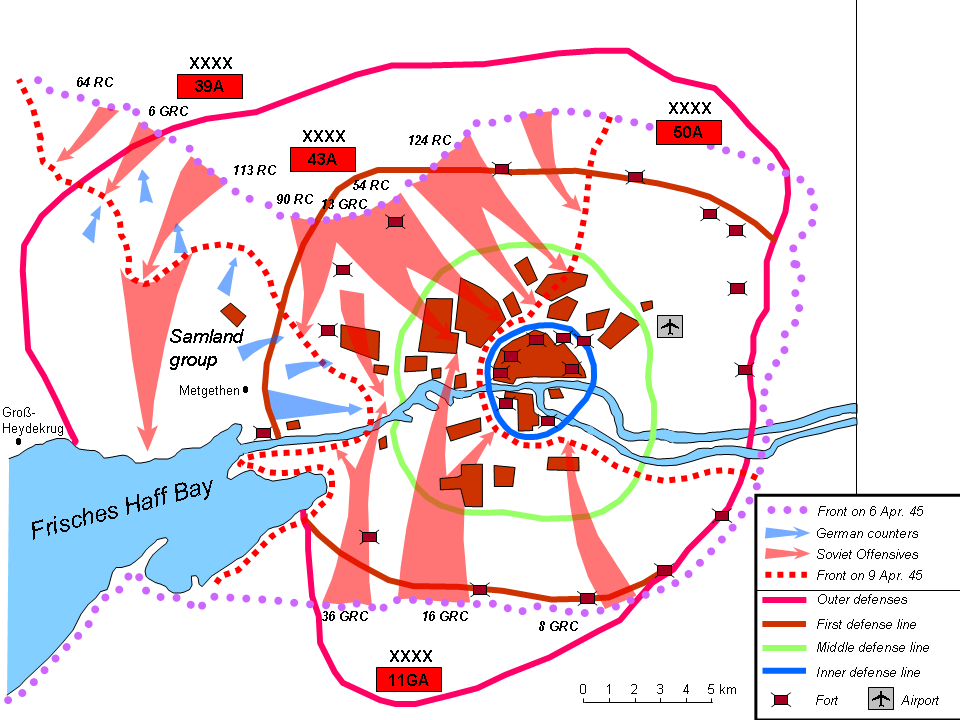
Schlacht um Königsberg

Unmittelbar nach Fertigstellung dieses Festungsringes entstand weit außerhalb der Stadt in einem Radius von 8–10 km vom Stadtmittelpunkt ein Gürtel von Festungsanlagen. Der kreisförmig gelegene Gürtel von 43 km bestand aus mehreren großen Festungswerken, nämlich der Festung Groß Friedrichsburg und 12 Forts und 4 Zwischenwerken. Der Entwurf eines aus mehreren Forts bestehenden Befestigungsgürtels rings um Königsberg wurde seit 1871 unter Generalinspekteur Georg von Kameke angenommen. Der durchschnittliche Abstand zwischen den Forts und dem Erdwall betrug 5 km. Der Bau der Forts begann 1872. 11 Forts wurden zwischen 1874 und 1885 errichtet. Insgesamt zog sich die Arbeit bis 1890 hin. Als Bauarbeiter wurden anfangs dabei größtenteils französische Kriegsgefangene aus dem Deutsch-Französischen Krieg 1870/71 eingesetzt. Auch von den Reparationen, die das besiegte Frankreich an Preußen hatte zahlen müssen, wurde ein Löwenanteil zum Bau des Befestigungsgürtels verwendet. Insgesamt entstanden zwölf Forts und vier Zwischenwerke. Jedes Fort war mit einer Nummer und einem Namen bezeichnet. Die Nummerierung beginnt im Osten, nördlich über dem Pregel und verläuft gegen den Uhrzeigersinn. Die Bauwerke sind – bis auf wenige Ausnahmen – in Form der Biehlerschen Einheitsforts erbaut worden. Die Fortifikationen sind in der Regel ein 360 m breites und 180 m tiefes symmetrisch angeordnetes Sechseck auf einem Wall, das von einem 20 m breiten und 3–5 m tiefen Wassergraben umgeben ist. Im Wall befanden sich Bastionen unter einer Erdschicht von 3–4 m. Kaserne und Bastionen waren aus doppelt gebrannten, also sehr harten, Ziegeln erbaut und hatten mehrere Etagen. In den 16 Festungswerken dieses Gürtels waren insgesamt 1242 Räume mit einer Fläche von 49.585 m² vorhanden. Sie beherbergten Kommandostellen, Unterkünfte für Offiziere und Mannschaften, ein Lazarett, eine Küche und Speisesäle, mehrere Lager für Nahrungsmittel, Munition, Kraftstoff und verschiedenes Kriegsgerät. Die Innenhöfe waren groß genug, um Fahrzeuge wenden zu lassen, außerdem dienten sie dazu, Artilleriegeschütze bei Notwendigkeit hinter dem Erdwall in Deckung zu bringen. In Gefechtsstellung waren die Geschütze auf dem Erdwall hinter einer Brustwehr positioniert. Unweit der Geschütze befanden sich Unterstände für die Kanoniere. Die Garnison eines Forts bestand aus einer Infanterie-Kompanie, der eine Artillerie- und zwei Pionierabteilungen beigegeben waren, rund ca. 200 Mann. 1912 wurde der Fortgürtel durch sogenannte Infanteriestützpunkte verstärkt. Außerdem wurden die Decken durch Stahlbeton ersetzt. Die Forts waren durch die Ringchaussee miteinander verbunden und von der Stadt durch Stichstraßen erreichbar. Nach der Anlage der Forts hatte die alte Wallanlage keinen militärischen Wert mehr. In der Schlacht um Königsberg wurden die Forts 5, 5a, 6, 7a, 7b, 8, 9, 10, 11, 12 erobert. Am schwierigsten gestaltete sich die Eroberung von Fort 5.

#### Fort 1 Stein
- 54° 42′ 21″ N, 20° 36′ 22,6″ O Fort 1 Stein

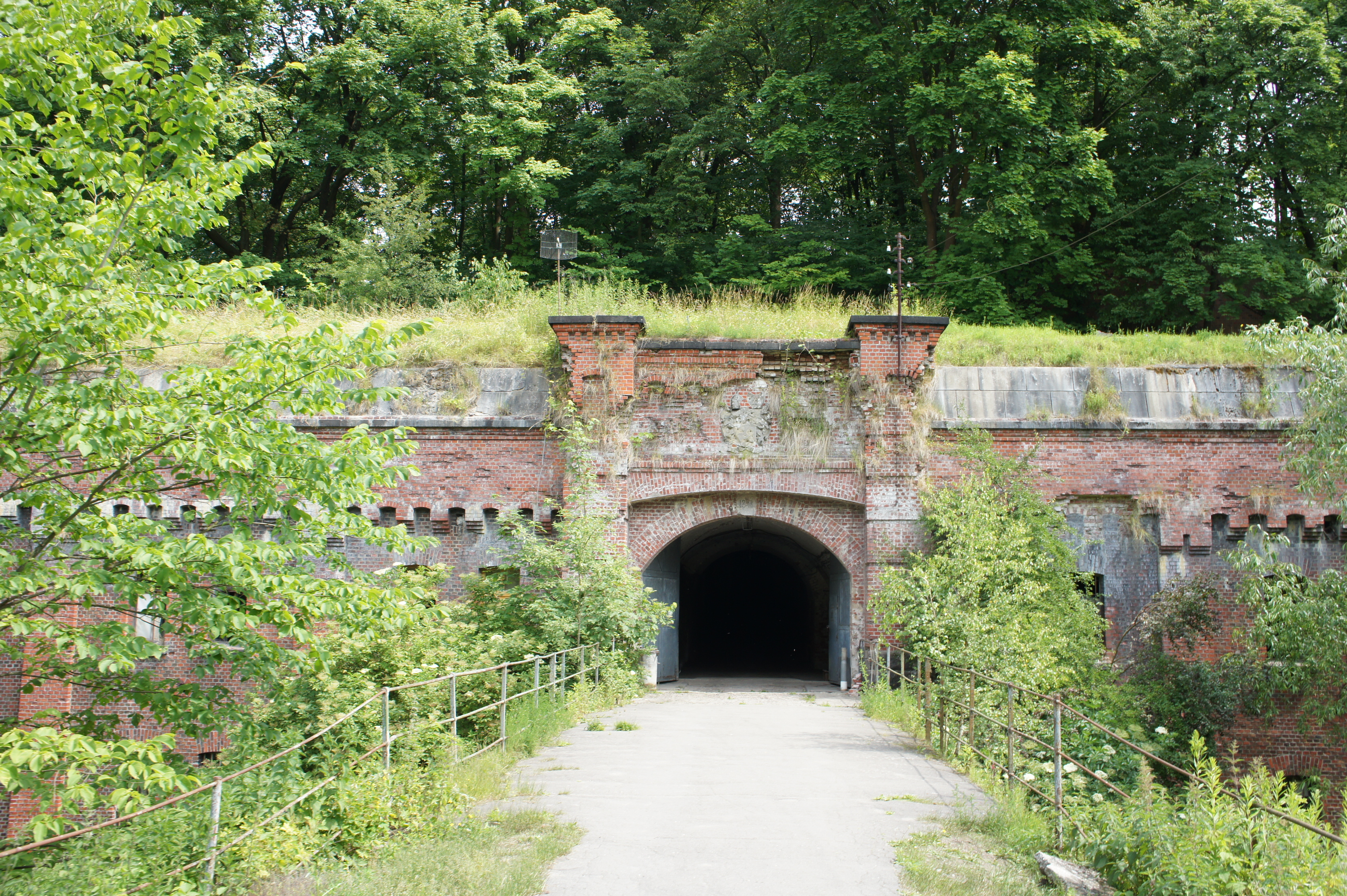
Fort 1

Der Name dieser Fortifikation stammt von Heinrich Friedrich Karl vom und zum Stein. Das Fort liegt südlich von Bolschoje Issakowo (Lauth) am Lauther Mühlenteich.

#### Fort 1a Groeben
- 54° 44′ 4,6″ N, 20° 36′ 33,8″ O Fort 1a Groeben

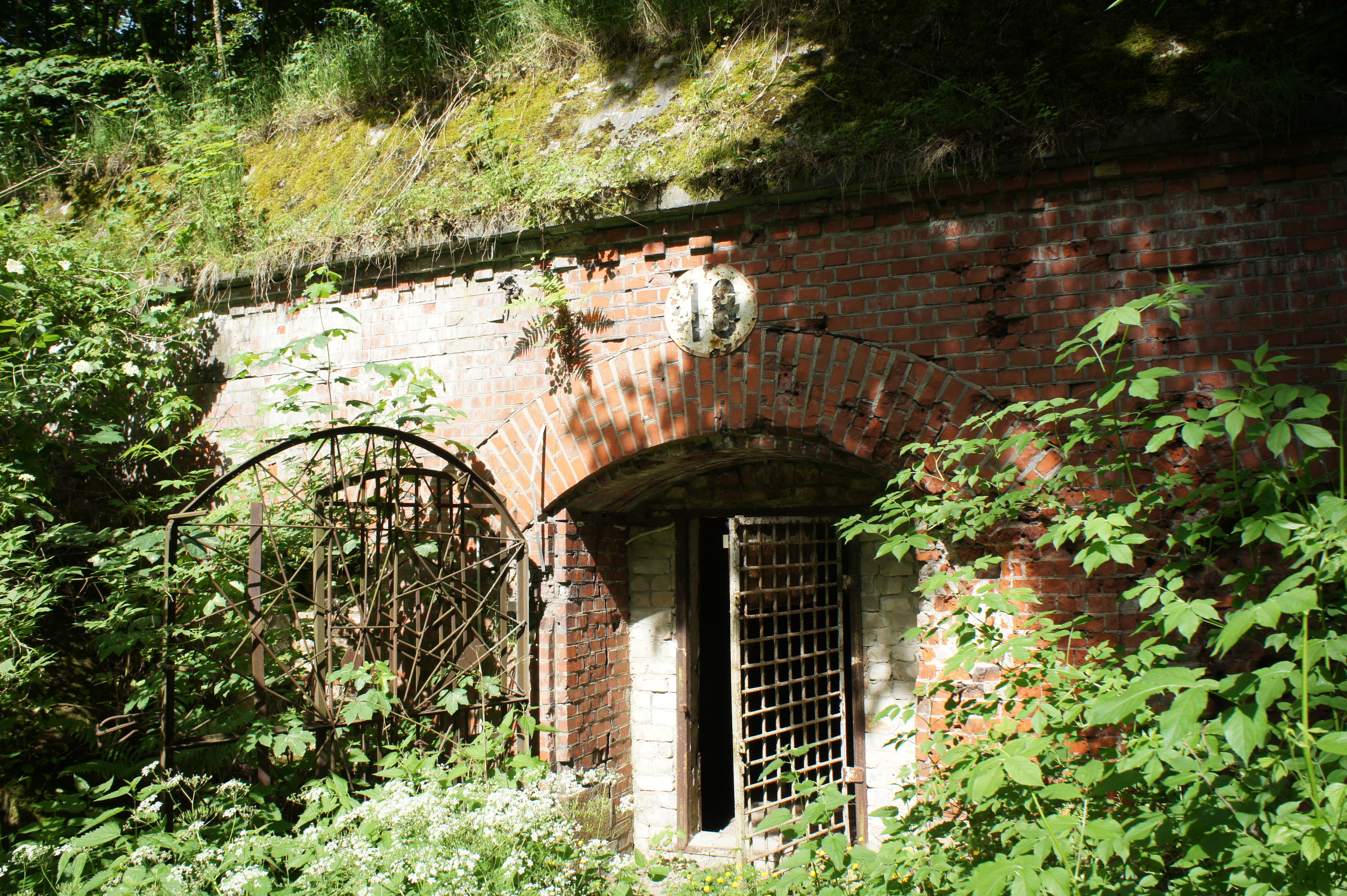
Fort 1a Groeben

Der Name dieser Fortifikation stammt von Karl von der Groeben. Das Fort liegt bei Maloje Wassilkowo (Gut Neudamm).

#### Fort 2 Bronsart
- 54° 44′ 57,5″ N, 20° 36′ 6,8″ O Fort 2 Bronsart

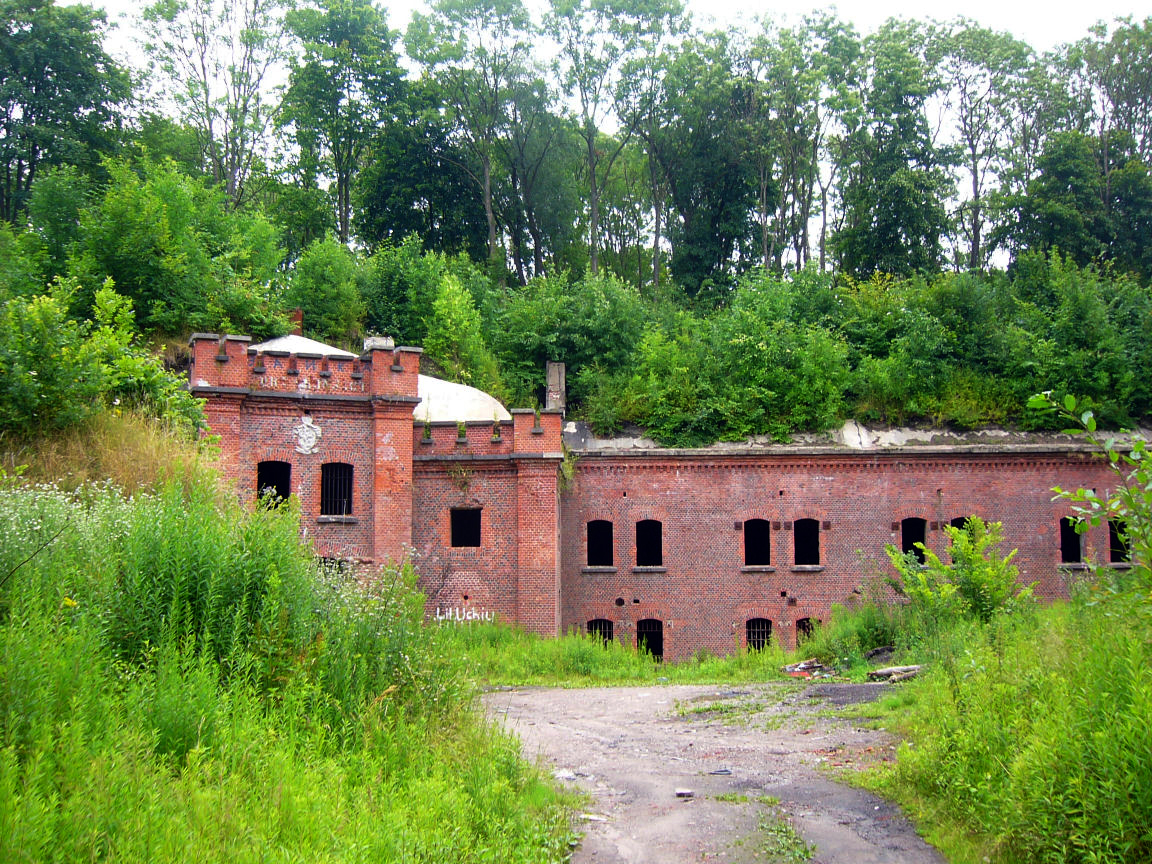
Fort 2 Bronsart

Der Name dieser Fortifikation stammt von Paul Bronsart von Schellendorff und Walther Bronsart von Schellendorff. Das Fort liegt bei Maloje Wassilkowo (Gut Neudamm).

#### Fort 2a Barnekow
- 54° 45′ 21,8″ N, 20° 34′ 17,8″ O Fort 2a Barnekow

Der Name dieser Fortifikation stammt von Albert von Barnekow. Es liegt unweit von Wassilkowo (Dorf Neudamm).

#### Fort 3 Friedrich WilhelmI. (Fort Quednau)
- 54° 45′ 40,8″ N, 20° 32′ 49,4″ O Fort 3 Friedrich Wilhelm I. Das Fort liegt auf dem Quednauer Berg.

Der Name dieser Fortifikation stammt von Friedrich Wilhelm I. (Preußen). Das Fort III Friedrich Wilhelm I. wurde zwischen 1872 und 1884 als eines der zwölf größten Forts des neuen Befestigungsgürtels im Norden von Königsberg angelegt. Als Besatzung ist das Grenadier-Regiment König Friedrich Wilhelm I. (2. Ostpreußisches) Nr. 3 vorgesehen.

##### Gestapo-Gefängnis
Vermutlich wurde schon im Januar 1933 von der Königsberger Polizei zusammen mit anderen Dienststellen dort ein Lager eingerichtet, um gerüchteweise einen geplanten Schlag des Reichskanzlers Schleichers gegen die zu verhaftende Führungsriege der NSDAP von Ostpreußen dort unterzubringen. Zwischen März und Juni 1933, nach der Machtübernahme der Nationalsozialisten, wurde die Festung für männliche Gegner der NSDAP genutzt. Dabei wurden fast 400 Funktionäre der SPD und der KPD verhaftet. Die Gefangenen kamen in Polizeigewahrsam, wo sie noch gut behandelt wurden, oder in das Fort Quednau, was als Vorstufe zum Konzentrationslager angesehen werden muss. Die Kosten beliefen sich auf 3000 RM, was für damalige Verhältnisse außerordentlich niedrig ist und für die schlechten Lebensbedingungen spricht. Überlebende des Lagers berichten von abgehaltenen Gottesdiensten, aber auch von Folter und drakonischen Strafen. Quednau war eines der sechs vom Preußischen Innenministerium anerkannten und finanzierten staatlichen KZ’s. Die meisten ostpreußischen Gefangenen wurden gesammelt, um ins übrige Deutschland verbracht zu werden. Die Anlage wurde im Herbst 1933 geschlossen.
Im Zweiten Weltkrieg wurde das Fort von der 367. Infanterie-Division bis zum 7. April 1945 gehalten.

##### Fundort eines Teils der Prussia-Sammlung
Als die sowjetischen Truppen näherrückten, wurde im Fort Quednau ein Teil der Prussia-Sammlung und mehrere Denkmale, darunter das von König Friedrich I., eingelagert, weil es die größte und sicherste Bastion des Königsberger Befestigungsringes war. Die Festung wurde zu sowjetischen Zeiten militärisch genutzt und war der Öffentlichkeit nicht zugänglich. Als die Armee das Waffenlager Ende der 1990er Jahre aufgab, holten sich Raubgräber und Schwarzmarkthändler, was von den zerrupften Prussia-Funden noch übrig war. Auf dem Kaliningrader Schwarzmarkt wurden sie 1999 entdeckt und anhand der Signaturen identifiziert.

#### Fort 4 Gneisenau
- 54° 45′ 51,1″ N, 20° 29′ 18,5″ O Fort 4 Gneisenau.

Der Name dieser Fortifikation stammt von Gneisenau. Das Fort liegt bei Beydritten.

#### Fort 5 Friedrich WilhelmIII.

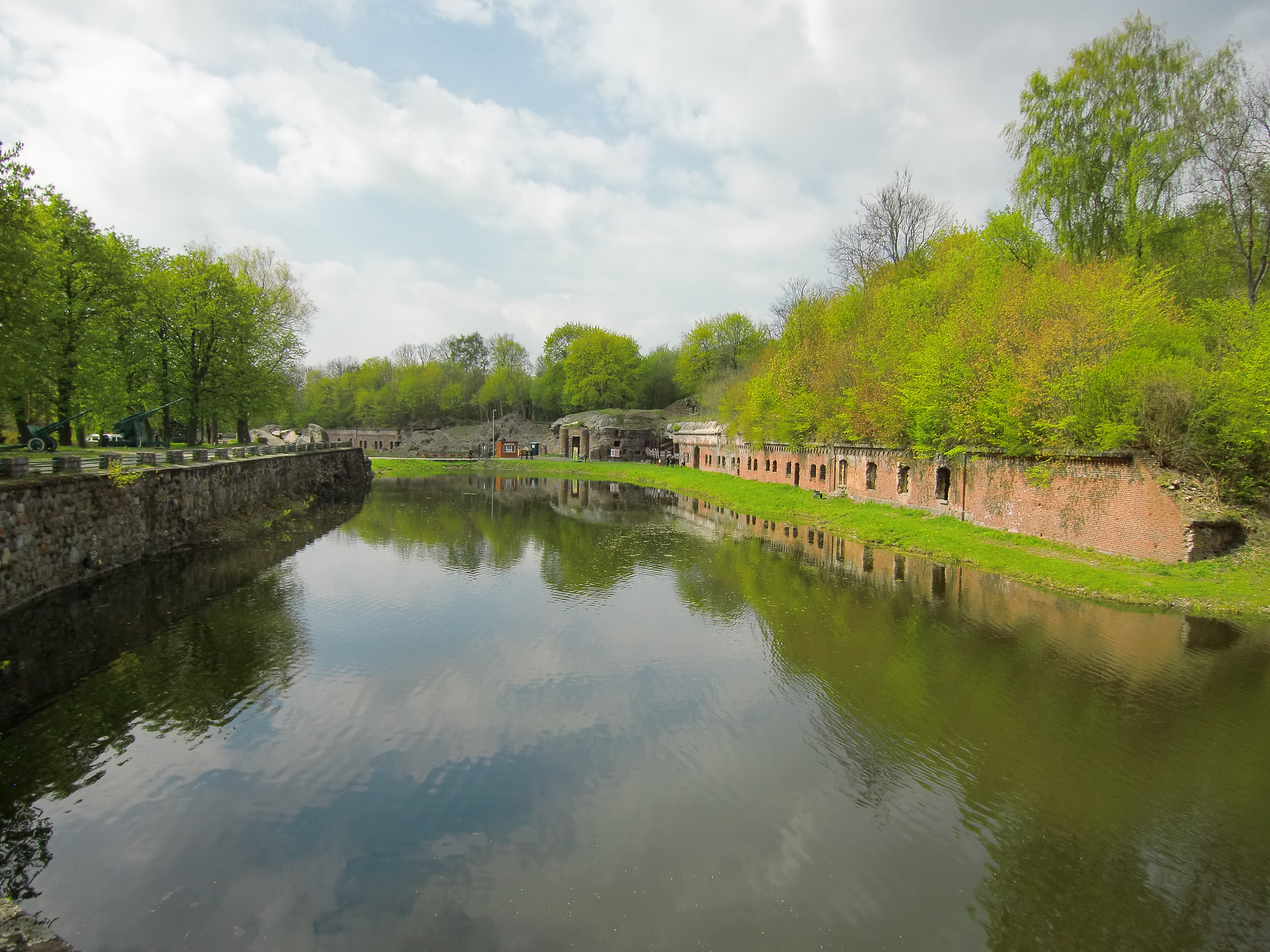
Fort 5 Friedrich Wilhelm III.

- 54° 45′ 9,6″ N, 20° 26′ 37,1″ O Fort 5 Friedrich Wilhelm III.

Der Name dieser Fortifikation stammt von Friedrich Wilhelm III. (Preußen). Es ist das am besten ausgebaute Fort.
Im Ersten Weltkrieg kam es, abgesehen von einem flüchtigen Schusswechsel mit einem berittenen Kosakentrupp im August 1914, zu keinen Kampfhandlungen.
Bei der Schlacht um Königsberg gelang es den Angreifern schon am ersten Tag, am 6. April 1945, den Einkreisungsring um das Fort zu schließen. Die 200-köpfige Garnison des Forts kapitulierte nach 16 Stunden erbitterten Widerstands.
In den ersten Monaten nach Kriegsende nutzte man das Fort Friedrich Wilhelm III. als Sammel- und Vernichtungsstelle für versprengte Munition. Die Stadtverwaltung von Kaliningrad möchte dort ein Museum für Fortifikationkunst und Kriegstechnik einrichten.

#### Fort 5a Lehndorff
- 54° 44′ 21,4″ N, 20° 25′ 39,1″ O Fort 5a Lehndorff Zwischenwerk.

#### Fort 6 Königin Luise
- 54° 43′ 20,1″ N, 20° 24′ 50,6″ O Fort 6 Königin Luise

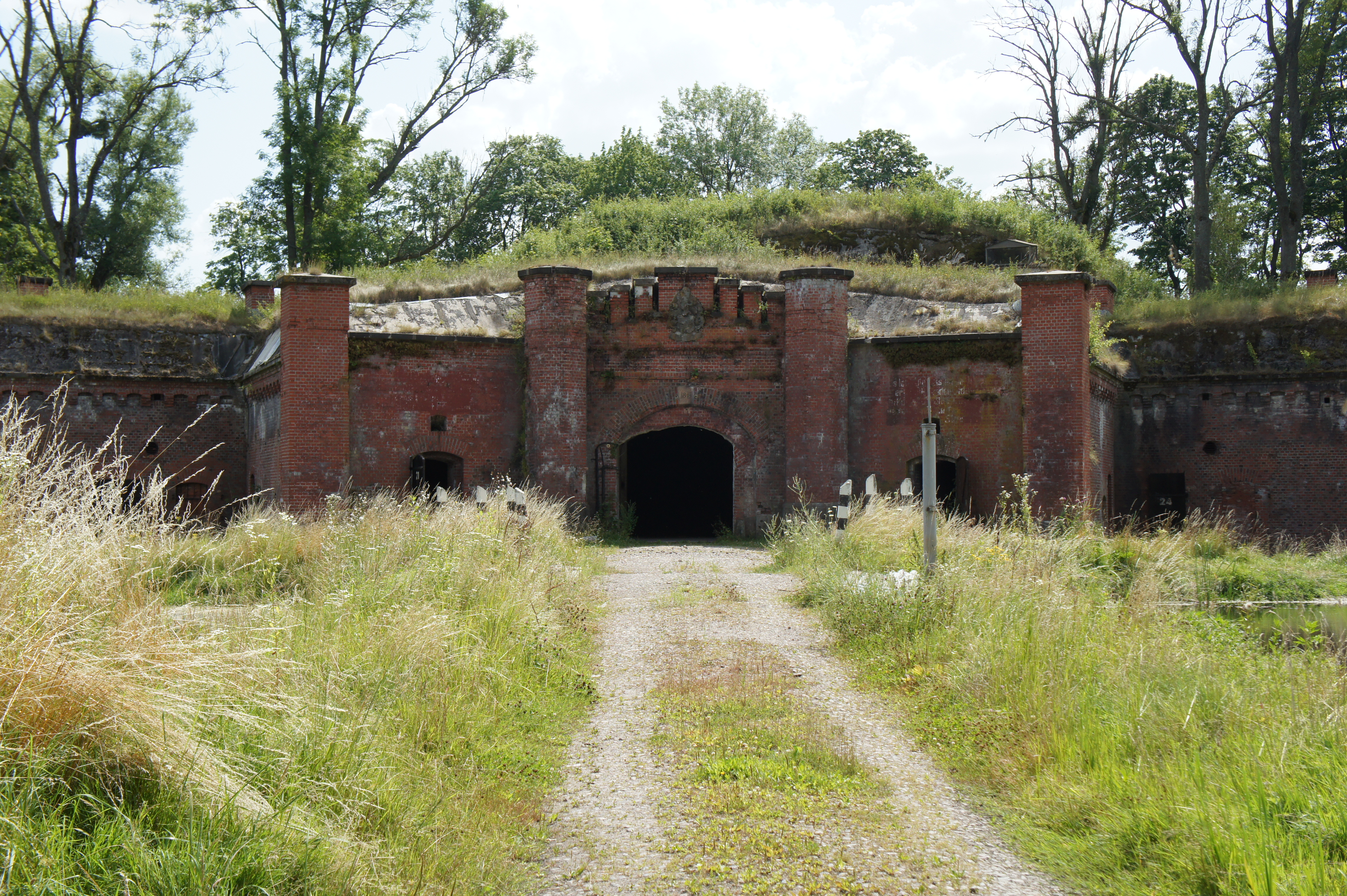
Fort 6 Königin Luise

Der Name dieser Fortifikation stammt von Luise von Mecklenburg-Strelitz. Das Fort liegt bei Juditten.

#### Fort 7 Herzog von Holstein
- 54° 41′ 36,2″ N, 20° 23′ 18,1″ O Fort 7a Herzog von Holstein Das Fort liegt bei Holstein.

Der Name dieser Fortifikation stammt von Friedrich Ludwig (Schleswig-Holstein-Sonderburg-Beck).

#### Fort 7b "---"
- 54° 41′ 40,1″ N, 20° 24′ 0,7″ O Fort 7b „ ---“

#### Fort 8 König Friedrich WilhelmIV.

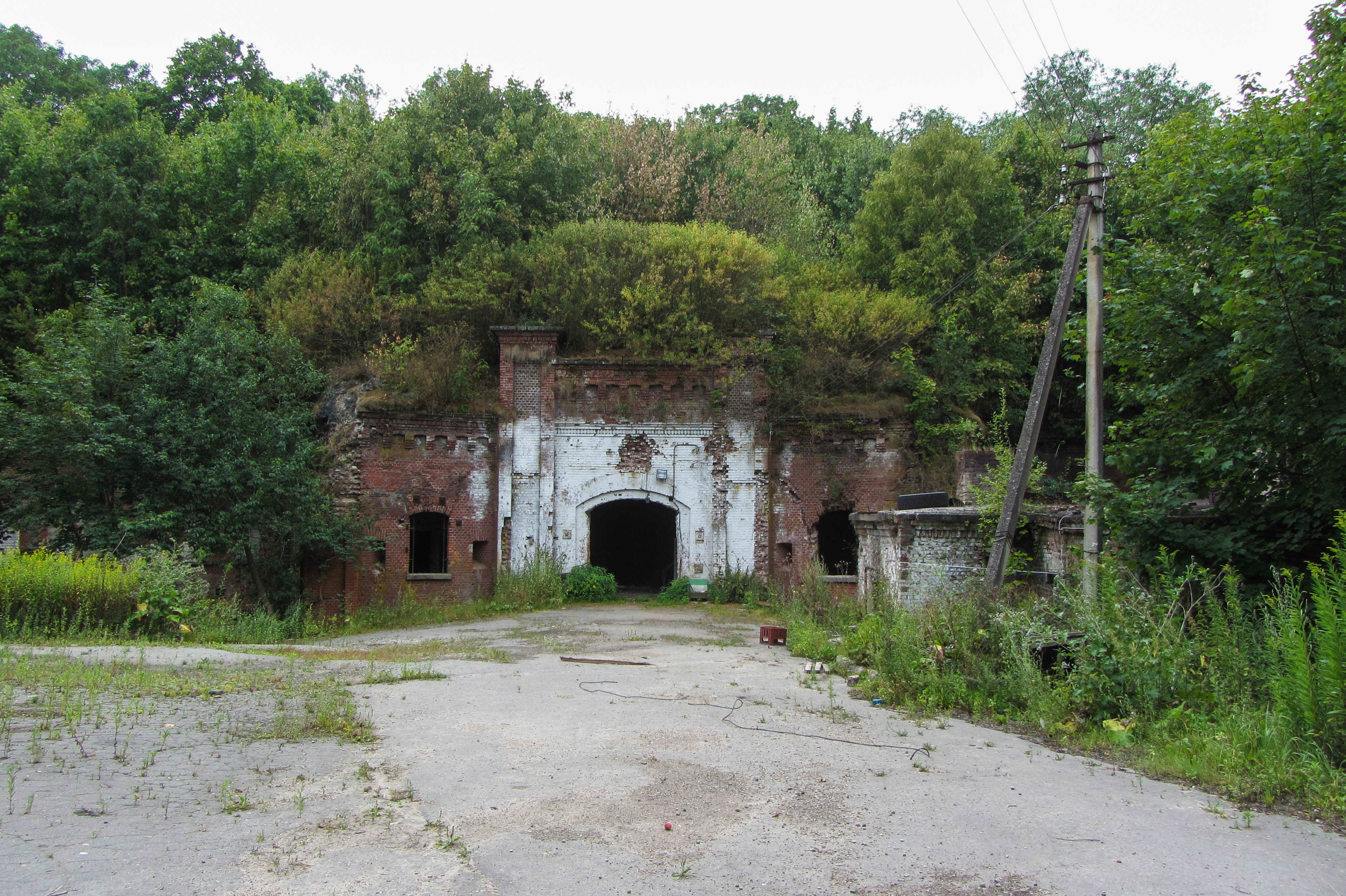
Fort 8 König Friedrich Wilhelm IV.

- 54° 39′ 51,8″ N, 20° 25′ 51,9″ O Fort 8 König Friedrich Wilhelm IV.

Der Name dieser Fortifikation stammt von Friedrich I. (Preußen). Das Fort liegt bei Tannenwalde.

#### Fort 9 Dohna
- 54° 39′ 11,7″ N, 20° 29′ 5,8″ O Fort 9 Dohna

Der Name dieser Fortifikation stammt von Friedrich Ferdinand Alexander zu Dohna-Schlobitten und Alexander zu Dohna-Schlobitten und Christoph I. zu Dohna-Schlodien und Christoph II. von Dohna-Schlodien und Friedrich Karl Emil zu Dohna-Schlobitten. Das Fort liegt bei Karschau.

#### Fort 10 Kanitz
- 54° 39′ 3″ N, 20° 31′ 44″ O Fort 10 Kanitz

Der Name dieser Fortifikation stammt von August von Kanitz. Das Fort liegt bei Altenberg.

#### Fort 11 Graf Dönhoff
- 54° 39′ 24″ N, 20° 34′ 5,1″ O Fort 11 Graf Dönhoff

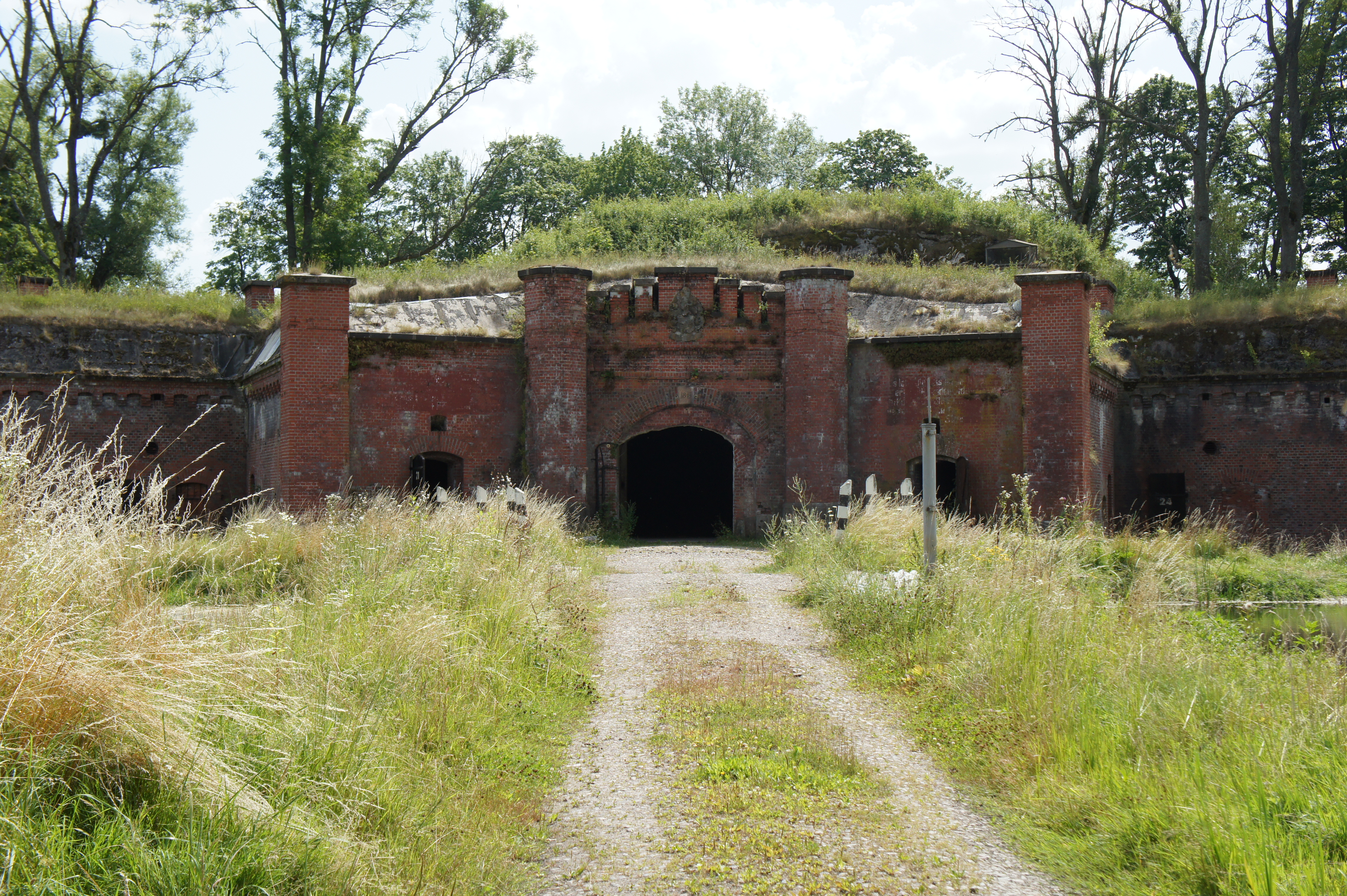
Fort 11 Graf Dönhoff

Der Name dieser Fortifikation stammt von Friedrich von Dönhoff und Otto Magnus von Dönhoff und August Heinrich Hermann von Dönhoff und Alexander von Dönhoff. Das Fort liegt bei Seligenfeld. Hier vermutet man noch Teile des Bernsteinzimmers.

#### Fort 12 Eulenburg
- 54° 40′ 16,7″ N, 20° 36′ 1,6″ O Fort 12 Eulenburg

Der Name dieser Fortifikation stammt von August zu Eulenburg und Friedrich zu Eulenburg und Philipp zu Eulenburg. Das Fort liegt bei Adlig Neuendorf.

## 20. Jahrhundert
Um 1900 war der Festungsgürtel längst veraltet. Die 1671 erbaute Garnisonkirche und das Zeughaus (1796) im Fort Friedrichsburg wurden 1892 abgerissen. Die Oberbürgermeister Siegfried Körte und Hans Lohmeyer betrieben die Entfestigung der Stadt und die Umwandlung der Wälle in Grünanlagen. Der erste Mauerdurchbruch erfolgte 1906 am Wrangelturm. 1910 konnte die Stadt den 318 ha großen Wallgürtel für 29 Millionen Mark vom preußischen Staat kaufen. Es wurden 10 Jahresraten vereinbart; bei den letzten Raten half die Inflation nach dem Ersten Weltkrieg.
Das schlichte Tragheimer Tor wurde 1910, das schöne Steindammer Tor 1912 geschleift. Das düstere Ausfalltor wurde in Anlagen eingebettet. Die übrigen Tore blieben erhalten. Die lästigen Rayonbestimmungen für die Innenstadt entfielen. So schuf die Entfestigung der Stadt die Voraussetzungen moderner Infrastruktur (Bahnhöfe, Hafen). Bis zum Ende des Ersten Weltkrieges blieben die Befestigungsringe intakt. Anfang der 1920er Jahre machten Oberbürgermeister Hans Lohmeyer und Gartenbaudirektor Ernst Schneider aus den Wallanlagen einen Grüngürtel mit Parks, der schließlich 602 ha umfasste. Der Kupferteich wurde 1925 zu einer großen Freibad umgebaut.
Als die Stadt im Januar 1945 zur Festung erklärt wurde, wurden viele Festungsteile in die Verteidigung einbezogen und schwer umkämpft. Während die Innenstadt bei den Luftangriffen auf Königsberg im August 1944 und später durch sowjetische Artillerie und Bomber fast vollständig zerstört wurde, blieben die alten Festungseinrichtungen teilweise intakt. Von den zahlreichen Luftschutzbunkern sind noch viele zu sehen.

## Gouverneure
- 1701 – Herzog Friedrich Ludwig zu Holstein-Beck, Generalfeldmarschall (vorher Gouverneur von Minden)
- 1748 – Johann von Lehwaldt, Generalfeldmarschall (Gouverneur von Pillau und Memel)
- 1768 – Joachim Friedrich von Stutterheim, Generalleutnant (Gouverneur von Pillau und Memel)
- 1783 – Dubislaw von Platen, General der Kavallerie (Gouverneur von Pillau und Memel)
- 1787 – Graf Albrecht Dietrich Gottfried von und zum Egloffstein, Generalleutnant (Gouverneur von Pillau und Memel)
- 1789 – Reichsgraf Viktor Amadeus Henckel von Donnersmarck, Generalleutnant (Kommandant von Pillau und Memel)
- 1793 – Wilhelm Magnus von Brünneck, General der Infanterie
- 1805 – Ernst von Rüchel, Generalleutnant
- 1807 – Graf Friedrich Adolf von Kalckreuth, Generalfeldmarschall
- 1814 – Ludwig August von Stutterheim, General der Infanterie (v. Podewils, Oberst)

## Kommandanten
- 1655 – Hans von Reiman, Oberst
- 1676 – Christoph Hildebrand von Nettelhorst, Oberst
- 1755 – Heinrich Sigismund von der Heyde[13], Major
- 1792 – Sigismund August von Berrenhauer, Generalmajor
- 1795 – Leopold Wilhelm von Kalckstein, Oberst
- 1801 – Friedrich Wilhelm Ernst von Tiesenhausen, Major, (1747–1837)
- 1807 – Carl Friedrich Graf von Schlieffen (1763–1840), Oberst
- 1811 – Otto von Zieten, Generalleutnant
- 1817 – Bogislaw Christian Karl von Kurnatowski, Generalmajor
- 1827 – Ernst Wilhelm von Koskull, Oberst
- 1857 – Heinrich von Buddenbrock (1797–1859), Generalmajor
- 1859 – Louis von Gersdorff, Generalmajor
- 1861
- 1864 – Albert von Ingersleben, Generalmajor/Generalleutnant
- 1872 – Fedor von Winckler, Generalmajor
- 1881 – Ludwig von Kloeden, Generalmajor/Generalleutnant
- 1885 – Arwed Fischer, Generalmajor